# Seramil
Seramil é uma povoação portuguesa do Município de Amares que foi sede da extinta Freguesia de Seramil, freguesia que tinha 4,03 km² de área e 182 habitantes (2011), e, por isso, uma densidade populacional de 45,2 hab/km².
A Freguesia de Seramil foi extinta (agregada), em 2013, no âmbito de uma reforma administrativa nacional, tendo sido agregada às freguesias de Vilela e Paredes Secas, para formar uma nova freguesia denominada União das Freguesias de Vilela, Seramil e Paredes Secas.

## População
| População da freguesia de Seramil (1864 – 2011) | População da freguesia de Seramil (1864 – 2011) | População da freguesia de Seramil (1864 – 2011) | População da freguesia de Seramil (1864 – 2011) | População da freguesia de Seramil (1864 – 2011) | População da freguesia de Seramil (1864 – 2011) | População da freguesia de Seramil (1864 – 2011) | População da freguesia de Seramil (1864 – 2011) | População da freguesia de Seramil (1864 – 2011) | População da freguesia de Seramil (1864 – 2011) | População da freguesia de Seramil (1864 – 2011) | População da freguesia de Seramil (1864 – 2011) | População da freguesia de Seramil (1864 – 2011) | População da freguesia de Seramil (1864 – 2011) | População da freguesia de Seramil (1864 – 2011) |
| ----------------------------------------------- | ----------------------------------------------- | ----------------------------------------------- | ----------------------------------------------- | ----------------------------------------------- | ----------------------------------------------- | ----------------------------------------------- | ----------------------------------------------- | ----------------------------------------------- | ----------------------------------------------- | ----------------------------------------------- | ----------------------------------------------- | ----------------------------------------------- | ----------------------------------------------- | ----------------------------------------------- |
| 1864                                            | 1878                                            | 1890                                            | 1900                                            | 1911                                            | 1920                                            | 1930                                            | 1940                                            | 1950                                            | 1960                                            | 1970                                            | 1981                                            | 1991                                            | 2001                                            | 2011                                            |
| 312                                             | 284                                             | 277                                             | 281                                             | 307                                             | 324                                             | 309                                             | 393                                             | 347                                             | 341                                             | 342                                             | 310                                             | 281                                             | 223                                             | 182                                             |

## História
Seramil integrava, em 1839, o concelho de Santa Marta do Bouro, extinto em 31 de Dezembro de 1853, pertenceu ao concelho de Terras de Bouro, até 24 de Outubro de 1855, data em que a paróquia passa para o concelho de Amares.